# 大阪シティバス鶴町営業所
大阪シティバス鶴町営業所（おおさかシティバスつるまちえいぎょうしょ）は、大阪府大阪市大正区鶴町にある大阪シティバスの営業所。最寄バス停は鶴町四丁目。配置車両の側面および後面窓ガラスに貼られる所属営業所を示すシールの表記は「ツ」である。

## 概要
大正区の鶴町四丁目や西船町を発着する路線、天保山発着する路線を担当している。
営業所のある鶴町四丁目と大正橋（大阪環状線・地下鉄長堀鶴見緑地線大正駅）との間は早朝から深夜まで高頻度の運行を確保している。昼間でも待たずに乗れるほどの本数を確保しており、特に朝ラッシュ時の大運橋通-大正橋間は、1分未満の間隔で運行している。これは、大正駅が大正区の北端にあり、大正区の鉄道の便が悪いこと、大正区南部には多くの工場があり、朝夕のラッシュ時でも双方向の需要が見込めること、大正区は南北に長く大正通がその中央を背骨状に通っており、バス路線を集約しやすいことがその理由である。

### 大阪市営バス時代
1967年に大阪市北区の大阪駅前に設置されていた梅田営業所を移転する形で設置された。大阪市電の鶴町車庫が廃止されたことで敷地が転用された。1990年代まで営業所内に市電の線路が残されていた。
大正区内の路線を賄いきることができず、鶴町四丁目発着路線が木津営業所・中津営業所・住吉営業所・港営業所・住之江営業所・東成営業所・酉島営業所などの他営業所が担当することがあったが、2014年4月1日のダイヤ改正により鶴町四丁目発着の全便を担当するようになった。
2010年9月1日のダイヤ改正時に大正区内を運行する赤バス路線（大正ループ）を鶴町営業所が担当することとなり、赤バス路線用の小型車が配属されていたが、2013年3月31日に赤バスが廃止され、小型車の配属もなくなった。
2012年4月1日のダイヤ改正時に、なんばを起点とする路線を担当するようになったが、2014年4月のダイヤ改正で担当から外れている。2013年4月1日のダイヤ改正時に、前日をもって港営業所が廃止されたことで、天保山発着路線を担当するようになった。
2010年3月28日のダイヤ改正時に運行を大阪運輸振興（後の大阪シティバス）へ委託されており、大阪市交通局の民営化に伴い、2018年4月に大阪市交通局から大阪シティバスへ営業所が移譲された。

## 沿革
- 1967年9月30日 - 大阪市交通局が北区大阪駅前にあった梅田営業所を移転する形で、鶴町営業所を設置。
- 2010年3月28日 - 大阪運輸振興（後の大阪シティバス）へ管理委託。
- 2018年4月1日 - 大阪市交通局の民営化に伴い、大阪シティバスの直営営業所となる。

## 現行路線（一般路線）

### 55号系統
運行区間
- 55：鶴町四丁目 - 大運橋通(北) - 大正区役所前(北) - 大浪橋東詰[1] - 地下鉄桜川 - 堂島大橋(北/南)  - 福島西通(東/西) - 大阪駅前

概要
55号系統は、大正区鶴町地区から大正通、大浪通、あみだ池筋を経由して、大阪駅とを結ぶ路線である。
鶴町地区と大阪駅とを結ぶ路線で、沿線に大阪市立中央図書館（最寄り停留所はあみだ池）や大阪国際会議場（最寄り停留所は堂島大橋）・大阪病院 （最寄り停留所は堂島大橋北詰）があることから比較的利用者が多い。地下鉄桜川以北はビジネス街を経由するため、特に朝夕ラッシュ時の利用が多い。
55号系統は大阪駅の他、以下の駅で鉄道と接続している。
- 桜川（地下鉄桜川）、西長堀（あみだ池・白髪橋）、阿波座（立売堀三丁目）：Osaka Metro
- 桜川（地下鉄桜川）：阪神なんば線
- 汐見橋（地下鉄桜川）：南海高野線（通称・汐見橋線）
- 中之島（堂島大橋）：京阪中之島線
- 新福島（福島西通・浄正橋）、北新地（桜橋）：JR東西線
- 福島（浄正橋）：阪神本線

沿革
- 当初55号系統の経路は「西船町 - 大正橋 - 桜川二丁目 - 土佐堀二丁目 - 肥後橋（往路）/田蓑橋（復路） - 大阪駅前」であった。のちに大正区エリアゾーンバス制度導入時（1979年）に幹線55号系統に変更になった際（同時に桜川二丁目停留所が地下鉄桜川に名称変更）に、それまで同じあみだ池筋を走行していた当時の87号系統（あべの橋-芦原橋駅前-地下鉄桜川-福島西通：大阪市電7系統の代替）が、あべの橋-なんば間の運行に変更（その後、この87号系統は2002年1月27日に廃止）となり地下鉄桜川-福島西通を統合する形で、往路が肥後橋経由から福島西通経由に変更になった。
- 後に鶴町四丁目-大阪駅前間運行の幹線臨55号系統（幹線55号系統とは違い、復路も福島西通経由で運行）が設定され、さらに1994年のダイヤ改正時にこの2系統が統合されて全便鶴町四丁目-大阪駅前の幹線55号系統となった。幹線臨55号系統時代は主に朝ラッシュ以降から午後1時から2時頃までと、鶴町四丁目方面のみ平日・土曜日の最終便の運行であった（休日の復路に限り大阪駅前11:55発が最終）。
- 大正区エリアゾーンバス制度導入（1979年）以前には大阪駅前の構内（黄色）のりばはなく、阪神百貨店前の歩道上から55号系統の西船町ゆき（当時）は発車していた。このために往路ルートは現在のルートとは違い、桜橋から梅田新道を経由（停留所も存在していた）して、大阪駅前のおりばは国道176号線沿いの阪神百貨店東側にあった。また復路の桜橋までのルートのうち、国道2号までのルートも一方通行規制の関係で現在の北向きの道路が南向きの一方通行だったので、当時はこちら側の道路を通行していた。
- 2009年3月29日のダイヤ改正で住之江営業所も担当するようになる。
- 2010年3月28日のダイヤ改正で中津営業所および住之江営業所が担当から外れる。
- 2010年9月1日のダイヤ改正で住之江営業所担当の便が復活する。
- 2012年4月1日のダイヤ改正で大正橋経由から大浪橋経由になる。それに伴い、三軒家停留所が大阪駅前行のみ大正通側から大浪通側に変更された[3]。なお、立葉停留所は停留所の設置場所の関係上、大阪駅前行きのみ停車し鶴町四丁目行きは停車しない。また大阪駅前停留所が、それまでの構内1番のりばから構内4番のりばからの発車に変更となる。
- 2013年4月1日、港営業所の廃止により、担当営業所が鶴町・住之江の2営業所となる。
- 2014年4月1日のダイヤ改正で住之江営業所が担当から外れ、鶴町営業所の単独担当路線となる。これにより住之江営業所は大阪駅前発着の路線から撤退した（2017年7月1日に62号系統で住之江営業所の大阪駅乗り入れが復活）。

ダイヤおよび停留所
- 昼間はおおむね30分毎の運行となっている。土曜日・休日は等間隔ではないがほぼ1時間あたり2本の運行である。一方、平日の朝のラッシュ時では最短で8分間隔で運行している。
- 以前は早朝に回送距離短縮のために中津営業所担当していたが、2010年3月28日のダイヤ改正で早朝の大阪駅前始発の便も鶴町営業所担当となる。
- また過去には早朝に55A号系統（大正橋→大阪駅前）が運行されていたが、2009年3月29日のダイヤ改正で鶴町四丁目発の便に統合されて区間便はなくなった。

その他
- JR大阪駅の改装工事に伴う大阪駅前の構内（黄色）のりばの進入・進出経路変更により、現在は桜橋→大阪駅前間を四つ橋筋経由で、大阪駅前→桜橋間は梅田新道交差点経由で運行している（ただし梅田新道停留所には停車しない）。
- 2018年2月13日の始発から堂島大橋の改良工事に伴う車道の通行止めにより、2020年1月31日まで堂島大橋北詰停留所と福島西通停留所と浄正橋停留所(西)に停車しなくなる代わりに、堂島大橋停留所(東/西)と浄正橋停留所(南)に臨時停車した[4][5]。

### 60号系統
運行区間
- 60：天保山 - 地下鉄朝潮橋 - 港区役所 - 境川 - 大正橋(大正駅前) - 地下鉄桜川 - なんば

概要
- 60号系統、港区天保山からみなと通・千日前通を経由して、なんばを結ぶ路線である。88号系統とともに、港区の主幹路線である。平日は沿線住民の生活路線、土休日は天保山への観光路線の色合いが強い。また地下鉄利用よりも天保山 - なんば間に安くかつ速く結ぶことから利用者が多い。大阪市電24号系統（今里 - 大阪港）の代替機能も併せ持つ。

沿革
- 2002年の路線再編前は、幹線60号系統であった。 九条営業所と支線17号系統が存在した当時は、以下の6種類の枝系統が運行されていた。
  - 幹線60A号系統（天保山 - 境川）
  - 幹線60B号系統（大正橋 - なんば）
  - 幹線60C号系統（境川 - なんば）
  - 幹線60D号系統（天保山 - 地下鉄朝潮橋）
  - 幹線60E号系統（地下鉄朝潮橋 - 境川）
  - 幹線60F号系統（地下鉄朝潮橋 - なんば）
- 港区役所が建て替えのために仮庁舎が弁天町駅前のオーク200内に設けられたことにより、港区役所へのアクセスとして特61A号系統（天保山 - 弁天町BT、幹支境界は市岡）と特61B号系統（弁天町BT - 境川、幹支境界は市岡元町）も運行されていた（いずれも支線区間は弁天町BT - 幹支境界の区間であった）。港区役所の新庁舎完成により特61A号系統と特61B号系統は廃止になった。

ダイヤおよび停留所
- 日中の運行本数1時間あたりは平日が3-4本、土曜日が4-5本・休日がと、土曜日・休日の方が高頻度の運行となっている。
- なんばでは多くの路線が発着する高架下のバスターミナルではなく髙島屋の真向かい側の乗り場で発着する（但し御堂筋でのイベント開催時は高架下のバスターミナルでの発着になることがある）。
- なお、以前は平日の早朝に限り60B号系統（大正橋 → 天保山）が運行されていたが、2010年3月28日のダイヤ改正でなんば始発となったことで60B号系統は実質廃止となった。
- 2013年4月1日のダイヤ改正で、担当営業所が前日をもって閉所になった港営業所に代わり鶴町営業所と酉島営業所になる。このときに港営業所の入出庫便であった60A号系統（夕凪 - なんば）が廃止となった。
- 2014年4月1日のダイヤ改正で酉島営業所が担当から外れ、鶴町営業所の単独担当路線となる。
- 2015年4月1日のダイヤ改正で、酉島営業所担当便が1年ぶりに復活し、また長らく担当を外れていた中津営業所も88号系統の間合い運用で再度担当[6]することとなり、鶴町営業所と併せた3営業所での担当となる。
- 2023年10月１日 再び中津営業所も担当に復帰する｡

臨時系統
- 60D：天保山 - 地下鉄朝潮橋 - 港区役所 - 境川 - 地下鉄九条（臨時バス停）
- 2018年までの大阪マラソン開催日に限り、大正橋の交通規制にかかる時間帯は60号系統の運行を休止し、代替としてこの系統を運行していた[7]。
- 2019年はマラソンコースの変更に伴い運行なし（60号系統運休の上、本系統も運行せず）。

### 70・70急号系統
- 70・70急：西船町 - 大運橋通(北) - 大正区役所前(北) - 大正橋(大正駅前) - ドーム前千代崎

概要
- 70急号系統は平日のラッシュ時のみの運転で、大運橋通 - 大正橋間は中央中学校前と大正区役所前だけに停車する。通過停留所ではバス同士の追い抜きが見られる。かつてはなんばまで運転されていた時期があった。
- ラッシュ時は通勤客が多い一方で昼間は大運橋通-西船町間ではあまり利用客が多くない。

沿革
- かつては、西船町 - 大正橋間の路線は55A号系統（急行運転を含む、以下同様）であったが、大正区エリアゾーンバス制度制度導入時（1979年）に幹線70A号系統になった。またこの頃には西船町 - 大正橋 - 九条車庫前（現・大正橋 - 境川間）の幹線臨70号系統も運行されていた。しかし当時の幹線70A号系統・幹線76号系統・幹線91A号系統の大正橋発着の系統は早朝・深夜を除いて九条営業所で方向転換をしていたために、実際にはほとんどの便が九条車庫前発着であった[8]。
- その後に大正区内が都市新バス路線（グリーンエースII）となった際に、回送距離短縮のために大正橋交差点南側で方向転換できるように中央分離帯を撤去し、幹線76号系統のみが九条車庫前発着になり、その他の路線はすべて大正橋発着になり、幹線臨70号系統は一度消滅した。
- 1997年：地下鉄長堀鶴見緑地線大阪ドーム前千代崎駅（現・ドーム前千代崎駅）開業に伴い大正橋発着の便（以前の60B号系統のような出庫系統は除く）は大阪ドーム前千代崎（現・ドーム前千代崎）発着になり、その際に幹線70A号系統は幹線臨70号系統となって以前の系統番号が復活した。
- 2000年5月：都市新バス路線が一般路線に統合されたことにより、行先表示幕の都市新バス路線（グリーンエースII）の表示はされなくなった。
- 2002年1月27日：路線再編時の際に幹線臨70号系統が70号系統に、幹線70号系統が70A号系統（なんば~西船町、現在は廃止）に変更になった。
- 2008年3月30日：ダイヤ改正で急行系統（70急・91急とも）が平日のみの運行になり、土曜日の急行運転がなくなる。同時に70・70急号系統はそれまでの鶴町・港営業所の他に住吉営業所も担当するようになる。
- 2009年3月29日：ダイヤ改正で住之江営業所が当該路線の担当に加わる。代わって港営業所および（平日のみ）住吉営業所が担当から外れる。
- 2010年3月28日：ダイヤ改正で住吉営業所担当の便がなくなり、港営業所が担当に再度加わる。
- 2013年4月1日のダイヤ改正で、前日をもって閉所になった港営業所が担当から外れ、鶴町・住之江の営業所の担当となる。
- 2014年4月1日のダイヤ改正で住之江営業所が担当から外れ、鶴町営業所の単独担当路線となる。
- 2023年12月1日：ダイヤ改正で住之江営業所が担当に再度加わる。

その他
- 70急号系統では利用客が多いため、一般型車両がメインで運行されノンステップバスでの運行は少なかった。当初は（車両故障などによる）代走を除いて一般型車両のみで運行していたが、2012年4月1日より一般型車両全廃により全車ノンステップバスでの運行となる。

### 71号系統
- 71：鶴町四丁目 - 大運橋通(北) - 大正区役所前(北) - 大正橋(大正駅前) - 地下鉄桜川 - なんば

概要
- 大正区内の中心的系統であり、2012年6月に大阪府市統合本部が発表した「基本的方向性（案）」の資料では、「事業性のある路線（62系統）」のうちの「黒字路線（15系統）」の中に、大正通を運行する系統の中で71号系統が唯一含まれていて、昼夜問わず利用客が多い系統である[9]。
- 千歳橋開通後は108号系統が鶴町四丁目まで延長し本数がやや減少となったものの、2010年3月に70A号系統（なんば - 西船町）が廃止となったことで増便された。往路の始発は平日は5時23分（土曜日は5時30分、休日は5時46分）と早く、復路の最終もなんば発が平日・土曜日は23時59分（休日は23時49分）と大阪シティバスの中で最も遅い最終バスの発車時刻である。
- 大阪マラソン開催時には大正橋 - なんば間がコースに該当するため、大正区内を走行するバスの多くは大正橋での折り返し運行となるが、利用客の多いなんば発着の当系統は87号系統とともに三軒家 - なんば間を大浪通経由での迂回ルートで運行となる。なお、なんば停留所は四つ橋筋沿いの臨時停留所（大阪市立難波元町小学校付近）での発着となる[10]。

沿革
- 71号という系統番号は大正区エリアゾーンバス制度導入時（1979年）に、それまでの臨特70号系統（なんば - 鶴町四丁目）、大阪市電27号系統代替の特70号系統（鶴町四丁目 - 上本町六丁目）、特70A号系統（鶴町四丁目 - 幸町一丁目）を統合して新しく幹線71号系統として鶴町四丁目 - なんば間の路線が設定され、現在の71号系統に至っている。それまでは鶴町営業所の車両がなんばバスターミナルに乗り入れしていなかった（臨特70号系統は当時は木津営業所の担当路線であった）が、幹線71号系統になってから乗り入れするようになった。
- またこの時に廃止された特70号系統（鶴町四丁目 - 上本町六丁目）は、幹線臨71号系統（後の71A号系統）として鶴町四丁目 - 上本町六丁目間の路線が復活し、さらにこの頃から深夜の復路に限り幹線臨71A号系統（後の71B号系統）として戎橋→鶴町四丁目間に5便（休日は4便）運行されていた。
- 2004年12月1日よりなんば発の71号系統に統合され71B号系統は廃止され、2009年3月29日に71A号系統も（再度）廃止された。しかし廃止された71A号系統の代替としては、71号系統ではなく91号系統（鶴町四丁目 - ドーム前千代崎）が増発された。
- 2010年3月28日のダイヤ改正で70A号系統（なんば - 西船町）の廃止および91号系統の日中の運転の取りやめなどにより71号系統が増便される。
- 2010年9月1日のダイヤ改正で、住之江営業所担当の便が復活する。
- 2013年4月1日のダイヤ改正で、港営業所が営業所閉所により担当から外れたことにより、担当は鶴町営業所・住之江営業所となる。
- 2014年4月1日のダイヤ改正で住之江営業所が担当から外れ、鶴町営業所の単独担当路線となる。
- 2023年12月1日：ダイヤ改正で住之江営業所が担当に再度加わる。
- なお、車両が定期検査や故障が出た場合は、住之江営業所が代走で就く場合がある。

### 72号系統
運行区間
- 72：鶴町四丁目 - 鶴町南公園 - (なみはや大橋) - 第一突堤前 - 地下鉄大阪港 - 天保山

概要
- なみはや大橋は、かつては一般有料道路で、2014年3月31日まで大阪市営バスで唯一の有料道路を通る系統であった。なみはや大橋は、かなり高いところを通るため、大阪港や南港、大阪市内を見渡すことができ、眺望が良い。

沿革
- なみはや大橋を運行する系統は、2002年1月27日の路線再編時に94号系統として天保山 - （なみはや大橋） - 小林公園前 - 大正橋 - 大阪ドーム前千代崎（当時）間の運行を開始した。
- 2008年3月30日のダイヤ改正の際に系統番号が72号系統に変更されるとともに、大運橋通 - 南泉尾間の経路が小林公園前経由から大正区役所前経由に変更になる。なお、94号系統は以前の特91号系統の運行区間（鶴町四丁目 - 小林公園前 - ドーム前千代崎）に戻っている。
- 2008年10月20日のダイヤ改正より、一部の便は中型ノンステップバス車両で運行している。
- 2009年3月29日のダイヤ改正で、同日に廃止された109号系統の代替として日中便は鶴浜を経由する72A号系統として運行される。
- 2012年4月1日のダイヤ改正で、72A号系統は統合され、鶴浜に停車しなくなる。
- 2013年4月1日のダイヤ改正で、港営業所が前日をもって廃止されたことに伴い担当が鶴町営業所となり、鶴町四丁目 - 天保山間に運行区間が変更される(起点:鶴町四丁目、終点:天保山)。
- 2013年10月1日より、鶴町三丁目～第一突堤前間の府道5号上に「鶴町南公園」停留所を新設。

ダイヤおよび停留所
- 日中はおおむね1時間に1本の運行ではあるが、鶴町営業所と天保山操車場との間の回送車の営業運転を目的とするために1時間に4-5本運行される時間帯もある。
- 以前の94号系統時代を含めて路面凍結や大雨による冠水（なみはや大橋の大正区側の最下部で発生）でなみはや大橋が通行止になった場合には緊急処置として国道43号経由で運行された。なお港営業所担当時代には天保山 - 第一突堤前 - ドーム前千代崎（第一突堤前 - ドーム前千代崎間は港区内の走行でノンストップ）と、鶴町二丁目 - ドーム前千代崎（この区間に限り鶴町営業所が臨時で担当する）との2区間に分け、ドーム前千代崎を接点とした運行を行った。

### 80号系統
運行区間
- 80：鶴町四丁目 - 大運橋通(北) - 大正区役所前(北) - 中開三丁目 - 地下鉄動物園前 - あべの橋（天王寺駅前）

概要
80号系統は、大正区鶴町地区から大正通・国道43号を経由して、あべの橋（天王寺駅）とを結ぶ路線である。鶴町四丁目発着でありながら、大正橋を通らない数少ない系統である（他には55・72号系統がある）。
沿革
以前80号系統はあべの橋-中開三丁目-稲荷町三丁目（現・難波中学校前）-三軒家-大正区役所前-大運橋通-西船町の運行（当時は住吉営業所・長吉営業所・長居営業所などが担当）であったが、大正区エリアゾーンバス制度導入時（1979年）に80号系統は一度廃止となった。後に、国道43号の中開交差点（中開三丁目停留所）-浜津橋南交差点（浪速西四丁目停留所）間の道路開通にあわせて一部路線の改編を行い、幹線80号系統として運行を開始した。
現在は鶴町営業所専属であるが、過去には阿倍野支所・東成営業所・住吉営業所・港営業所・住之江営業所（住之江は2014年3月31日まで）担当の便もあった。
ダイヤおよび停留所
30～50分間隔での運行である。
その他
- 大阪マラソン開催時には中開交差点（中開三丁目停留所）で交差するなにわ筋がコースに該当するため、浜津橋南交差点 - 南開西交差点間を国道43号の本線（アンダーパス）を経由しての運行となる。このため同区間の側道（平面道路）にある浪速西四丁目停留所および中開三丁目停留所は休止となる。

### 87号系統
運行区間
- 87：鶴町四丁目 - 鶴町南公園 - (千歳橋) - 新千歳 - 大正橋(大正駅前) - 地下鉄桜川 - なんば

概要
- 87号系統は、鶴町四丁目から千歳橋・大正区西部・大正駅を経由してなんばとを結ぶ路線である。
- この系統はダイヤ改正にあわせて起点が鶴町四丁目となんばとがたびたび入れ替わり、担当営業所も鶴町営業所単独の時期以外は港・東成・住之江・住吉の各営業所が担当に加わったり外れたりを繰り返している。2014年4月1日のダイヤ改正現在の担当は鶴町営業所の単独担当路線となっている。
- ほぼ全線にわたって大阪市電の線路があったところを経由しているが、類似の路線はない。なお、新千歳へは大阪市電28号系統（野田阪神前 - 三軒家 - 新千歳）が運行されていた。

沿革
- 元々なんば - 大正橋 - 新千歳間運行の108号系統が運行されていた（当時は木津営業所がメインの担当だった）が、大正区エリアゾーンバス制度導入時（1979年）に108号系統は幹線71号系統（現在の71号系統）と支線98号系統（現在の98号系統）に分割・統合される形で一度廃止となった。
- 後に幹線臨98号系統としてなんば - 新千歳間の運行が再開された。ただし、なんば発着系統の運行再開当時は平日・土曜の朝ラッシュ時のなんば行き、夕ラッシュ時の新千歳行きと休日昼間のみの運行であった（幹線臨98号系統復活時は木津営業所と九条営業所の担当、木津営業所廃止後は東成営業所・住之江営業所が担当に加わる）。この当時はバス路線図には掲載されていない路線だった（他には特56号系統｛西九条 - 常吉二丁目企業団地前、後の56号系統、現在は廃止｝や幹線臨71号系統｛鶴町四丁目 - 上本町六丁目、後の71A号系統、現在は廃止｝もバス路線図には掲載されていなかった）。幹線臨98号系統時代は、幹線臨の名称を使っていたが実際は特系統と同じ役割を果たしていた（新千歳 - 大正橋が支線区間、大正橋 - なんばが幹線区間であった）。
- 2002年1月27日のダイヤ改正時に以前の系統番号108号系統が復活し終日運転となる。
- 千歳橋開通により新千歳 - 鶴町四丁目間が延長され、この直前のダイヤ改正で早朝便の一部が鶴町営業所の担当になる。
- 2007年1月8日のダイヤ改正から鶴町営業所の単独担当になると同時に、それまで「起点なんば・終点鶴町四丁目」であったものから「起点鶴町四丁目・終点なんば」に変更される。
- 2008年3月30日から港営業所が一部担当に加わる。
- 2008年8月1日にIKEA鶴浜店のオープンにより鶴浜停留所が設置され、鶴浜停留所を経由する108A号系統（土休日のみ運行）が新設された。
- 2009年3月29日から住之江営業所が担当に加わる。また108A号系統はドーム前千代崎発着に経路短縮される（この108A号系統は鶴町営業所のみの担当であった）。
- 2010年3月28日から108A号系統が廃止になり108号系統に統合される。この時に「起点なんば・終点鶴町四丁目」に変更され、東成営業所・住吉営業所が担当に加わり、住之江営業所が担当から外れ、鶴町営業所の担当も平日の鶴町四丁目発の始発便のみとなる。
- 2011年4月1日から「起点鶴町四丁目・終点なんば」となり、鶴町営業所（平日の始発便以外）および住之江営業所が担当に加わり、東成営業所・住吉営業所が担当から外れる。
- 2013年4月1日から「起点なんば・終点鶴町四丁目」に変更され、東成営業所が担当に加わり、住之江営業所および前日をもって閉所となった港営業所が担当から外れる。
- 2013年10月1日から、鶴町三丁目～鶴町四丁目北間の運行経路が鶴町南公園経由に変更される。
- 2014年4月1日から系統番号を87号系統に変更し、「起点:鶴町四丁目、終点:なんば」となり、閉所した東成が担当を外れて鶴町単独担当となる。

ダイヤおよび停留所
- 昼間は1時間あたりおおむね2便の運行である。夕方や平日朝通勤時には1時間に3-4本の運行となる。

- 鶴町四丁目 - なんば間は同じ起終点の71号系統と比べると87号系統の方が運行距離が短く所要時間も短い。平日の鶴町四丁目発の始発便は午前5時24分発で、1分前に同じなんば行きの71号系統の始発便が発車するが、時刻表の上では両系統が再合流する三軒家での発車時刻は87号系統の方が1分先に発車するダイヤになっている。

- 108号系統が前出のとおり一度廃止になる前の新千歳停留所は現在の108号系統のなんば方面行きの新千歳停留所よりもやや南側に、終点のおりばも現在の鶴町四丁目行きの新千歳停留所よりもやや南側設置されていて、そこに方向転換の場所（現在のマリンテニスパーク北村の駐車場付近）があった。108号系統が一度廃止になり支線98号系統が大正区役所前まで延長された際に、大正区役所前発着の支線98・98C号系統（当時・以下同様）の新千歳停留所は北村三丁目交差点東側（現在の98号系統の停留所と同じ場所）に新設され、新千歳発着の支線98D・98E号系統の新千歳停留所は従来どおりの北村三丁目交差点南側の停留所発着となった。その後、新千歳停留所（支線98D・E号系統および幹線臨98号系統発着側）と方向転換の場所がさらに南側に移設され、それまでの新千歳停留所は新千歳北停留所に改称された。さらにその後に千歳橋建設のために新千歳停留所と方向転換の場所が廃止されて、新千歳北停留所は新千歳停留所に再改称された。この時に新千歳の終点のおりばが北村三丁目交差点西側に、なんば方面行きのりばは北側に設置された。なお北村三丁目交差点西側に存在したおりばは、平成22年3月28日に新千歳停留所起終点の98C号系統が大正区役所発着の98A号系統（現在の98号系統）に統合となったことに伴い廃止となった。

その他
- 千歳橋が路面凍結や大正区ファミリージョギング大会開催などにより通行出来なくなることがある。この場合は鶴町三丁目 - 新千歳（または北恩加島）間を大正通経由でノンストップ運行（鶴町南公園・鶴町四丁目北停留所は臨時休止・新千歳停留所はその時により臨時休止になる場合と北村三丁目交差点東側に臨時移動する場合とがある）し、この区間を運行する間だけ前後面・側面とも行先表示は無表示（白幕）になる。
- 大阪マラソン開催時には大正橋 - なんば間がコースに該当するため、大正区内を走行するバスの多くは大正橋での折り返し運行となるが、利用客の多いなんば発着の当系統は71号系統とともに三軒家 - なんば間を大浪通経由での迂回ルートで運行となる。なお、なんば停留所は四つ橋筋沿いの臨時停留所（大阪市立難波元町小学校付近）での発着となる。

### 88号系統
運行区間
- 88：天保山 - 地下鉄大阪港 - 地下鉄朝潮橋 - 港区役所前 - 境川 - 阪神九条 - 川口一丁目 - 肥後橋 - 桜橋/梅田新道 - 大阪駅前

概要
- 88号系統は、大阪駅から土佐堀通・みなと通（国道172号）を経由し、港区とを結ぶ路線である。60号系統とともに、港区の主幹路線である。地下鉄利用よりも天保山-大阪駅間に安くかつ乗り換えなしで結ぶことから利用者が多い。大阪市電23号系統（都島車庫 - 大阪駅 - 大阪港）の代替機能も併せ持つ。
- 天保山行きは御堂筋を、大阪駅行きは四つ橋筋を経由する。なお、大阪駅前 - 天保山間は片道約45 - 50分ほどかかる。

沿革
- 2002年1月27日のダイヤ改正以前は幹線88号系統と称していた。
- 九条営業所があった2000年改正以前には、1999年のダイヤ改正時点で、境川 - 大阪駅間を運行する幹線88A号系統が運行され、また川口一丁目 - 大阪駅間の区間便88C号系統は幹線88B号系統であった。なお、当時は幹線88号系統は九条営業所と中津営業所が、幹線88A号系統と幹線88B号系統は九条営業所のみが担当していた。
- 1970年代頃までは大阪駅前の構内（黄色）のりばはなく、大阪駅前交差点の西側（現在大阪第一生命ビル北側にある大阪駅前の降り場専用の停留所）から88号系統の天保山行き（1993年頃まで、方向幕は大阪港行き[11]と表示されていた）は発車していた。
- 2008年10月20日より、前日に開業した京阪電鉄中之島線への乗り換えの利便性向上のために、肥後橋 - 堂島間の渡辺橋停留所にも停車するようになる。
  - それ以前の渡辺橋停留所（大阪駅前方面行き）は中之島通沿いに設置され、53号系統のみ停車していた。京阪中之島線建設中に四つ橋筋沿いに移設されたものの、53号系統以外のバスは2008年10月19日（京阪電鉄中之島線開業日）まで渡辺橋停留所には停車していなかった。
- 2008年10月20日より88号系統はループ系統ではなく往復系統となる（往路が大阪駅前行き、復路が天保山行き）。これにより大阪駅前でループせずに分断されていた88B号系統が88号系統に集約される形で廃止（欠番）となる。
- 2010年3月28日のダイヤ改正で88C号系統（川口一丁目 - 大阪駅間の区間便）が廃止になる。
- 2013年4月1日に、前日をもって閉所となった港営業所が担当から外れ、代わりに鶴町営業所・酉島営業所が担当に加わる。
- 2014年4月1日より起点:大阪駅前、終点:天保山となり、中津営業所の単独担当となる（鶴町営業所・酉島営業所が担当から外れる）。
- 2015年4月1日より、起点:天保山、終点:大阪駅として鶴町営業所・酉島営業所が再び担当に加わる。また、88号系統は再度大阪駅前でループすることとなり、ループしない便は88A号系統となった。
- 2016年4月1日より、中津営業所が担当から外れ、酉島営業所・鶴町営業所の担当路線となる。
- 2016年5月6日より、中津営業所が再び担当に加わる。
- 2017年1月31日、中津営業所が担当から外れる。
- 2017年7月1日より、新設された中津営業所酉島支所が担当に加わる。
- 2023年10月1日 再び中津営業所も担当に復帰する｡

ダイヤおよび停留所
- 日中の1時間あたりの運行本数はおおむね平日が4便に対して土曜・休日は4-5便となっている。107号系統（弁天町バスターミナル - 天満橋）の廃止により土曜・休日は2008年10月20日のダイヤ改正で増便されている。
- 天保山行きの淀屋橋停留所は、2回停車（市役所前と交差点西）する「ダブルストップ」であった。御堂筋上にある市役所前のりばを出ると、すぐ先の淀屋橋交差点で土佐堀通へ右折する必要があり、原動機付自転車のような二段階右折を行っていたが、2005年8月15日をもって市役所前のりばでの乗降を廃止し、二段階右折も解消された。
- 2009年3月29日、それまでの九条南1丁目停留所（境川 - 九条新道間）が阪神なんば線が開業したことにより停留所名が阪神九条停留所に名称変更される。
- 2012年4月1日から大江橋（往路）の停留所扱いが廃止された。これは御堂筋の車の交通量が多く、淀屋橋で右折する際1番左の車線から1番右への車線変更（約5車線分移動する）が困難なためである。
- 2014年4月1日より、天保山停留所のうち天保山大観覧車前の停留所名が「天保山ハーバービレッジ」に変更される。

### 90号系統
運行区間
- 90：鶴町四丁目 - 大運橋通(北) - 大正区役所前(北) - 大正橋(大正駅前) - ドーム前千代崎 - 川口一丁目 - 地下鉄玉川 - 野田阪神前(バスターミナル)

概要
90号系統は、大正区鶴町地区から大正通などを経由し、阪神本線野田駅とを結ぶ路線である。大阪市電20号系統の代替機能も併せ持つ。
沿革
- 前述のとおり大阪市電20号系統の代替路線として91号系統（後に幹線91号系統となる）として運行を開始した。2002年1月27日の路線再編時に、幹線91号系統が91A号系統に、幹線91A号系統が91号系統に変更になった。
- 2009年3月29日：ダイヤ改正で住之江営業所も担当するようになる。
- 2010年3月28日のダイヤ改正で、系統番号が91A号系統から90号系統に変更となる。同時に住之江営業所が担当から外れる。
- 2010年9月1日のダイヤ改正で、住之江営業所担当の便が復活する。
- 2013年4月1日のダイヤ改正で、前日をもって閉所となった港営業所が担当から外れる。
- 2014年4月1日のダイヤ改正で、再び住之江営業所が担当から外れ、鶴町営業所専属となる。

ダイヤおよび停留所
平日・土曜・休日とも、昼間は1時間に1-2本運行している。なお過去には早朝に91B号系統（大正橋→野田阪神前）が運行されていたが2009年3月29日のダイヤ改正で鶴町四丁目発の便に統合されて区間便の91B号系統はなくなった。

### 91・91急号系統
- 91・91急 鶴町四丁目 - 大運橋通(北) - 大正区役所前(北) - 大正橋(大正駅前) - ドーム前千代崎
  - 91急号系統は平日のラッシュ時のみの運転で、大運橋通 - 大正橋間は中央中学校前と大正区役所前だけに停車する。通過停留所ではバス同士の追い抜きが見られる。かつてはなんばまで運転されていた時期があった。
  - 91号系統のドーム前千代崎行きの平日・土曜日の始発は鶴町四丁目午前5時01分発で、大阪市営バスの中では最も早い時刻である。
  - 91号系統は91A号系統の区間便である（2010年3月28日に91A号系統は90号系統に系統番号が変更になる）。以前は大正橋発着の幹線91A号系統や九条車庫前（現・大正橋 - 境川間）発着の幹線臨91号系統（どちらも急行運転を含む）が運行されていた。
    - この変遷は70・70急号系統の節を参照のこと（70・70急号系統と違うのは、大阪ドーム前千代崎まで延長になった際にこちらは幹線91A号系統のままであった）。

  - 2009年3月29日：ダイヤ改正で住之江営業所も担当するようになる。
  - 2010年3月28日：ダイヤ改正で住之江営業所担当の便がなくなり、鶴町営業所・港営業所の担当となる。
  - 2010年9月1日のダイヤ改正で、91急号系統に限り住之江営業所担当の便が復活する。
  - 2013年4月1日に、前日をもって閉所となった港営業所が担当から外れ、代わりに夕方の一部の急行系統に限り酉島営業所が担当に加わる。
  - 2014年4月1日のダイヤ改正で住之江・酉島営業所が担当から外れ、鶴町営業所の単独担当路線となる。この改正で91号系統が71号・70号系統から振り替えられる形で日中にも運行されるようになる。
- 2023年12月1日：ダイヤ改正で住之江営業所が担当に再度加わる。
  - 91急号系統では利用客が多いため一般型車両がメインで運行されノンステップバスでの運行は少なかった。当初は（車両故障などによる）代走を除いて一般型車両のみで運行していたが、2012年4月1日から一般型車両全廃により全車ノンステップバスでの運行となる。

### 94号系統
運行区間
- 94：鶴町四丁目 - 大運橋通(東) - 平尾一丁目 - 千島団地前 - 南泉尾 - 大正橋(大正駅前) - ドーム前千代崎

概要
- 94号系統は鶴町四丁目とドーム前千代崎とを結ぶ路線であるが、91号系統と異なり大運橋通 - 南泉尾間は木津川右岸の平尾地区や千島公園を経由する。

沿革
この路線が誕生した時は特91号系統として、現在の94号系統と同じ運転区間で運転されていた。なお当時は鶴町四丁目 - 千本松橋西詰が幹線区間、千本松橋西詰 - ドーム前千代崎間が支線区間であった。これは南恩加島東（運行開始当初は南恩加島一丁目） - 千島団地前の乗降客のなんば・大阪駅前・野田阪神・天保山方面などへの乗継を考慮したためである。
- 2000年4月1日　南恩加島東停留所を千本松橋西詰-南恩加島一丁目間に新設
- 2002年1月27日の路線再編時の際に94号系統として運転区間が天保山 - （なみはや大橋） - 大運橋通 - 小林公園前 - 千島公園前 - 大正橋 - ドーム前千代崎に変更となった（この時に担当営業所が港営業所になる）。
- 2008年3月30日に以前の特91号系統の運転区間に変更になって担当営業所も鶴町営業所に戻る。なお、現在なみはや大橋には72号系統が運行されている。
- 2010年3月28日：ダイヤ改正で港営業所が担当に加わる。
- 2010年9月1日のダイヤ改正で住之江営業所が担当に加わる。
- 2013年4月1日に、前日をもって閉所となった港営業所が担当から外れる。
- 2014年4月1日のダイヤ改正で住之江営業所が担当から外れ、鶴町営業所の単独担当路線となる。

### 98号系統
運行区間
- 98：ドーム前千代崎 - 大正橋(大正駅前) - 新千歳 - 大正区役所前(正面)

概要
98号系統は、ドーム前千代崎から大正区西部を結ぶ路線である。当初98号系統は、弁天町BT-大正橋-新千歳-大正区役所前間で運行されていた。2012年4月1日のダイヤ改正で98A号系統が74号系統に改番される。2014年9月21日より98号系統に系統番号変更、併せて一部の便において51号系統との連結運行を開始。
ダイヤ
- 98A号および74号系統当時は98号系統の区間増便という位置付けの系統であり朝夕ラッシュと深夜のみの運行であったが、2014年4月1日のダイヤ改正より98号系統の運行本数削減もあり日中にも74号系統が運行されるようになる（但し日中の運行間隔は2-3時間に1本程度である）。
- 74号系統として運行を開始した当初は鶴町・酉島営業所の担当路線であったが、2014年4月1日のダイヤ改正で酉島営業所が担当から外れ、鶴町営業所の単独担当路線となる。
- 現在は51号系統と連結運行する便が酉島営業所単独担当、連結運行しない便は鶴町と酉島の共同担当である。

## 廃止・撤退路線

### 52号系統
- 52：なんば-中開三丁目-鶴見橋商店街-地下鉄花園町-地下鉄動物園前-あべの橋(天王寺駅前)

- 2014年4月1日より住吉営業所単独の担当路線となる。
- 2016年4月1日より酉島営業所単独の担当路線となる。

### 70A号系統
- 70A：西船町 - 大運橋通 - 大正区役所前 - 大正橋 -  地下鉄桜川 - なんば
  - 2010年3月28日のダイヤ改正で70号系統・71号系統に統合され廃止となる。
  - 70号系統・71号系統の節に関連記載あり。

### 71A･B号系統
- 71A：鶴町四丁目 - 大運橋通 - 大正区役所前 - 三軒家 - 大正橋 - 地下鉄桜川 - 戎橋 - 上本町六丁目
- 71B：鶴町四丁目 ← 大運橋通 ← 大正区役所前 ← 三軒家 ← 大正橋 ← 地下鉄桜川 ← 戎橋 
  - 71A号系統は2009年3月29日に、71B号は2004年12月1日に廃止となる。
  - 71号系統の節に関連記載あり。

### 73号系統
- 73：なんば-上本町六丁目-勝山四丁目-大池橋-杭全-平野区役所前-地下鉄平野-平野スポーツセンター-出戸バスターミナル

- 2014年4月1日より住之江営業所単独の担当路線となる。

### 75号系統
- 75：大阪駅前＞田蓑橋／渡辺橋＜土佐堀一丁目-西大橋-幸町一丁目-なんば

- 2014年4月1日より中津営業所単独の担当路線となる。

### 98号系統
- 弁天町バスターミナル - 弁天ふ頭 - 大正橋 - 新千歳 - 大正区役所前

- 2014年4月1日より酉島営業所単独の担当路線となる。ただし区間便として位置付けされていた74号系統（大正区役所前 - ドーム前千代崎、現98号系統）は鶴町営業所担当のままであった。

### 98A号系統
- 98A 鶴町四丁目 - 大運橋通 - 大正区役所前 - 新千歳 - 大正橋 - ドーム前千代崎
  - 運行開始当初（昭和60年代）は特98号系統として鶴町四丁目 - 大正橋間の運行（鶴町四丁目 - 大正北中学校前間が幹線区間、大正北中学校前 - 大正橋間が支線区間）で、大正区役所前には停車しなかったこともあり乗継指定停留所は大正橋のみであった。
  - 2010年3月28日のダイヤ改正で98A号系統は廃止となる。

### 大正ループ（赤バス）
- 大正北ループ 大正区役所前→千島コーポ→三軒家→泉尾中公園→泉尾浜公園→千島第二住宅→大正区役所前（南ループに続く）
- 大正南ループ 大正区役所前→小林斎場→平尾公園→大運橋通→平尾公園→中央中学校前→ふれあい福祉センター→大正区役所前（北ループに続く）
  - 2010年9月1日より担当が住之江営業所から鶴町営業所に変更となる。
  - 2013年3月31日をもって赤バスが廃止となる。代替措置として経路途中にある済生会泉尾病院が大正区役所との間で無料送迎バスを運行する[12]。

### 浪速ループ（赤バス）
- 浪速東ループ なんば→浪速区役所→戎神社前→通天閣→日本橋電気街→黒門市場→なんば（西ループへ続く）
- 浪速西ループ なんば→浪速区役所→地下鉄大国町→芦原橋駅前→中開三丁目→芦原橋駅前→地下鉄桜川→なんば（東ループへ続く）
  - 2011年4月1日より担当が住之江営業所から鶴町営業所に変更となる。
  - 2013年3月31日をもって赤バスが廃止となる。

## 車両
メーカーは、2002年の路線再編以前は原則的にいすゞ自動車製に統一されていたが（開設当初は、西日本車体工業架装車をメインに、ごく少数の富士重工業架装車も配置されていた。その後、大阪市営バス木津営業所廃止時に一時的に日野自動車製の車両が古市営業所から転属している）、現在は一般路線車両はいすゞ自動車製・日野自動車製・三菱ふそう・UDトラックス（旧:日産ディーゼル）製の車両が配置されている。以前は赤バス路線用車両はオムニノーバ・テクノロジーのマルチライダーの車両が配置されていた。また以前は鶴町営業所内に天然ガス充填設備があり、CNGバスも多く配属されていたが、営業所内の天然ガス充填設備が使用停止・撤去されたこともあり、CNGバスは他営業所へ転属したものの、2013年3月31日付で港・長吉の2営業所が閉所したことに伴い、CNGバスが再配置されている。